# 二次元妻帯者の夜
二次元妻帯者の夜（にじげんさいたいしゃのよる）は、三平×2(元ペイパービュウ)、どいちゅー（元ゴールドラッシュ）、松崎克俊（元やさしい雨）によるアニメトークユニット、および同ユニットが行うトークライブのタイトルである。略称「にじさい」。

## メンバー
メンバーは全員、大好きなアニメキャラクター いわゆる二次元嫁がいることを公言しているアニメオタク芸人である。
| 名前       | 所属                                        | 公言している二次元嫁                                                             |
| ---------- | ------------------------------------------- | -------------------------------------------------------------------------------- |
| 三平×2     | フリー （元大川興業）                       | 柊つかさ（らき☆すた）                                                            |
| どいちゅー | フリー （元トゥインクル・コーポレーション） | セイバー（Fate/stay night）                                                      |
| 松崎克俊   | 太田プロダクション                          | 沢近愛理（スクールランブル） 椰子なごみ（つよきす） 三浦あずさ（THE IDOLM@STER） |

※どいちゅーはメンバー唯一既婚者

## 活動
トークライブ「二次元妻帯者の夜」
二次元妻帯者の夜のメンバーが、二次元嫁の近況をスライドを使って報告するライブである。「二次元妻帯者の夜 Lite」と区別するために「本編」と呼んでいる。ゲストとして、声優やアニメ監督が出演することがある。2019年3月に開催した「二次元妻帯者の夜 第九夜～よめ☆すた」では三平×2の二次元嫁である柊つかさ役の声優、福原香織がゲストとして出演した。
トークライブ「二次元妻帯者の夜 Lite」
二次元妻帯者の夜のメンバーが、浮気をコンセプトに二次元嫁以外のアニメキャラの話や、事前に観客に書いてもらったアンケートを元に、メンバーが考案したアナログゲーム行うライブである。「二次元妻帯者の夜」と区別するために「Lite」と呼んでいる。
ポッドキャスト「二次元妻帯者の夜Hz」
「二次元妻帯者の夜Hz」は、二次元妻帯者の夜のメンバーが、現在放送しているアニメの感想や好きなアニメキャラクター、メンバーお勧めの漫画などについて喋るポッドキャストである。
2015年12月24日に 初回放送となる「第0回」が配信された。

## 来歴
- 2013年10月「二次元妻帯者の夜 第一夜～俺嫁語り」を開催。これが旗揚げ公演である。
- 2014年3月「二次元妻帯者の夜 第二夜～ガールフレンド（嫁）」を開催。
- 2014年8月「二次元妻帯者の夜 Lite～嫁の居ぬ間にin秋葉原」を開催。
- 2014年9月「二次元妻帯者の夜 第三夜～ヨメノススメ」を開催。
- 2015年3月「二次元妻帯者の夜 Lite 02」を開催。
- 2015年5月「二次元妻帯者の夜 第四夜～嫁ガイル」を開催。
- 2015年12月 ポッドキャスト「二次元妻帯者の夜Hz」の配信が始まる。
- 2016年12月「二次元妻帯者の夜 第五夜～Re：ヨメから始める二次元生活」を開催。
- 2017年4月「二次元妻帯者の夜 第六夜～甘々と二次妻」を開催。
- 2018年2月「二次元妻帯者の夜 第七夜～嫁グルイ」を開催。
- 2018年3月「二次元妻帯者の夜 Lite 04～部室気分で立てこもれ！」を開催。ここから「二次元妻帯者の夜 Lite」シリーズは隔月で開催されるようになる。
- 2018年5月「二次元妻帯者の夜 Lite 05～真昼の深夜放送」を開催。
- 2018年7月「二次元妻帯者の夜 Lite 06～モニターの中のお茶会」を開催。
- 2018年9月「二次元妻帯者の夜 Lite 07～有明からの帰還兵」を開催。
- 2018年10月「二次元妻帯者の夜 第八夜〜お嫁さんドロップキック」を開催。
- 2018年11月「二次元妻帯者の夜 Lite 08～謎の光射す平日の夜」を開催。
- 2019年1月「二次元妻帯者の夜 Lite 09～愉快異世界新年会」を開催。
- 2019年3月「二次元妻帯者の夜 Lite 10～Ｃパートより愛をこめて」を開催。
- 2019年3月「二次元妻帯者の夜 第九夜～よめ☆すた」を開催。
- 2019年5月「二次元妻帯者の夜 Lite 11～インド人を上上下下左右左右BAに！」を開催。
- 2019年7月「二次元妻帯者の夜 Lite 12～夏の原稿修羅場集会」を開催。
- 2019年9月「二次元妻帯者の夜 Lite 13～ラッキースケベ規制法案反対集会」を開催。
- 2019年10月「二次元妻帯者の夜 第十夜～荒ぶる季節の御嫁どもよ。」を開催。
- 2019年11月「二次元妻帯者の夜 Lite 14～モブおじさんずラブ」を開催。